# Old Boma
L'Old Boma è uno dei più antichi edifici della zona di Dar es Salaam, in Tanzania. Si trova all'incrocio fra Morogoro Road e Sokoine Road, di fronte al municipio. L'edificio fu realizzato nel 1867 come residenza per gli ospiti del sultano di Zanzibar Seyyid Majid, che nella stessa area della città fece costruire altri edifici importanti come la White Fathers' House. In epoca coloniale fu ristrutturato e ampliato dall'amministrazione tedesca. Fra gli elementi più notevoli dell'edificio si possono citare il portone intagliato, in stile zanzibarino, e le pareti di corallo.